# Boult-sur-Suippe
Boult-sur-Suippe ist eine französische Gemeinde mit 1.793 Einwohnern (Stand: 1. Januar 2022) im Département Marne in der Region Grand Est. Sie gehört zum Arrondissement Reims und ist Mitglied im Gemeindeverband Communauté urbaine du Grand Reims. Die Einwohner werden Bouquins und Bouquines genannt.

## Geografie

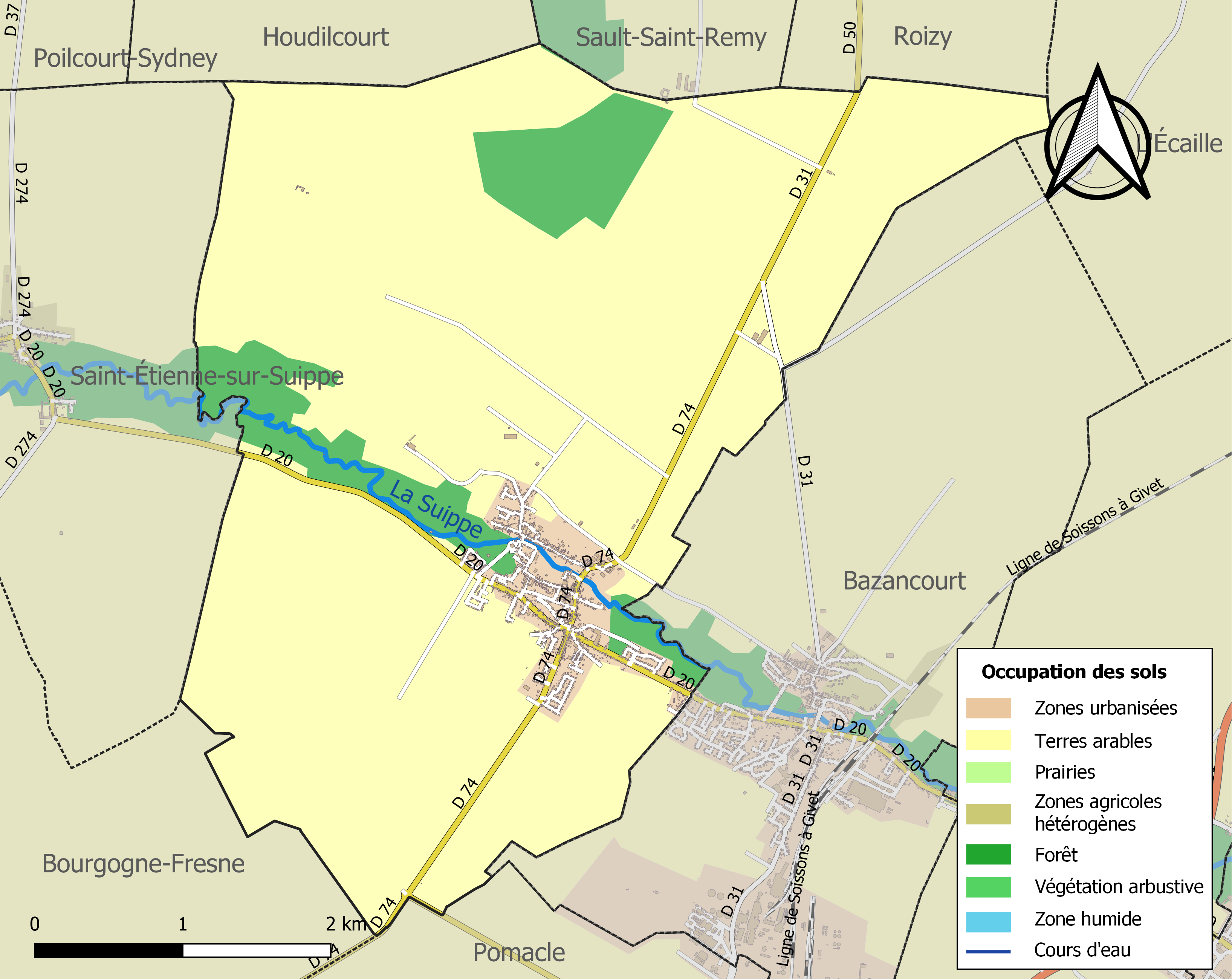
Bodennutzung, Hydrografie und Infrastruktur der Gemeinde (2018)

Boult-sur-Suippe liegt etwa 15 Kilometer nordnordöstlich von Reims am nördlichen Rand des Départements Marne an der Grenze zum benachbarten Département Ardennes. Die Gemeinde erstreckt sich im Norden der historischen Provinz Champagne. Sie befindet sich im Einzugsgebiet der Seine und wird von der der Suippe entwässert, die das Gemeindegebiet in einem breiten Tal von Ost nach West durchströmt. Das Zentrum liegt auf einer Höhe von etwa 70 m, das Tal der Suippe liegt kaum tiefer. Das Gelände steigt in der Breite nach Norden wie auch nach Süden hin auf über 100 m an.
Etwa 86 % der Fläche der Gemeinde werden landwirtschaftlich genutzt, 9 % sind bewaldet, insbesondere entlang der Suippe (Stand: 2018).
Umgeben wird Boult-sur-Suippe von den Nachbargemeinden Houdilcourt (Département Ardennes) im Nordwesten und Norden, Sault-Saint-Remy (Département Ardennes) im Norden, Roizy (Département Ardennes) im Norden und Nordosten, L’Écaille im Nordosten, Bazancourt im Osten, Pomacle im Süden, Bourgogne-Fresne im Südwesten sowie Saint-Étienne-sur-Suippe im Westen.

## Geschichte
Die ersten Spuren der Besiedelung des Gebiets von Boult-sur-Suippe reichen bis in die Jungsteinzeit zurück, etwa 5000 bis 4500 Jahre v. Chr. Kriege verwüsteten das Suippe-Tal: die Hugenottenkriege (1560–1598), die Fronde (1648–1658) und der Spanische Erbfolgekrieg (1701–1713).
Aber es waren die natürlichen Elemente, die dem Dorf die größte Zerstörung zufügten. Das Hochwasser im Jahr 1784 erreichte am 22. Februar um 19 Uhr seinen Höhepunkt. Um eine ähnliche Katastrophe zu verhindern, wurde das Dorf höher verlegt und die Kirche tatsächlich vom Zentrum entfernt platziert. Am Vorabend der Französischen Revolution ruinierten aufeinanderfolgenden Überschwemmungen der Suippe die Dorfbewohner.
Die in der Französischen Revolution gegründete Gemeinde Boult übernahm zwischen 1790 und 1794 die Gemeinde Ferrières.
Die beiden Weltkriege forderten schwere Schäden an der Bevölkerung, der Infrastruktur (Brücken und Fabriken) und dem Land (durch Granaten zerstörte Felder, Schützengräben, Stacheldrahtnetze usw.). Am 11. September 1914 marschierten die Deutschen in Boult ein. Erst spät, am 1. November 1918, wurde das Dorf vollständig evakuiert. Die Rückkehr der Bewohner erfolgte schrittweise im Dezember 1918 und im Laufe des Jahres 1919. Die Reparaturen waren beträchtlich. Das Dorf galt bei Kriegsende als zerstört und wurde am 1. Oktober 1920 mit dem Croix de Guerre 1914–1918 geschmückt, das auf der Fassade des Bürgermeisteramts zu sehen ist.
Zu Beginn des Zweiten Weltkriegs wurden die Brücken von der französischen Armee zerstört, ebenso wie die umliegenden Häuser. Das Schloss Saint-Denis-Polliard wurde durch die Explosion des französischen Munitionsdepots zerstört. Die Deutschen besetzten Boult am 10. Juni 1940 gegen 17 Uhr. Am 30. August 1944 um 11 Uhr befreiten Soldaten der 90. Infanteriedivision von General Patton das Dorf.

## Bevölkerungsentwicklung

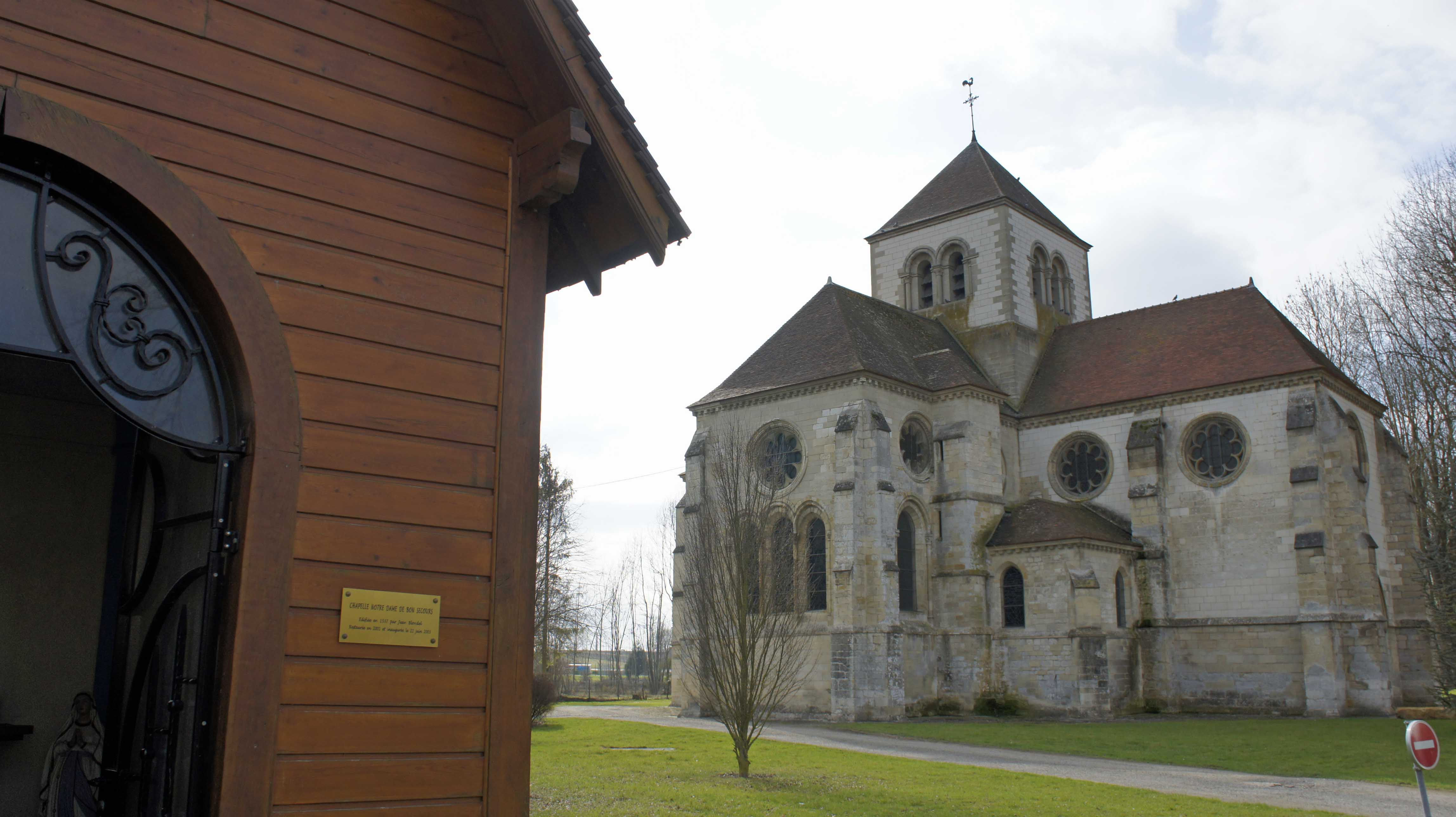
Kirche Sainte-Croix mit der Kapelle Notre-Dame-du-Bon-Secours im Vordergrund

| Jahr                       | 1962 | 1968 | 1975 | 1982 | 1990 | 1999 | 2006 | 2013 | 2020 |
| Einwohner                  | 840  | 974  | 938  | 899  | 1361 | 1353 | 1436 | 1689 | 1780 |
| Quellen: Cassini und INSEE |      |      |      |      |      |      |      |      |      |

## Sehenswürdigkeiten
- Kirche Sainte-Croix aus dem 12./13. Jahrhundert, nach den beträchtlichen Beschädigungen des Ersten Weltkriegs restauriert, seit 1920 als Monument historique klassifiziert
- Kapelle Notre-Dame-du-Bon-Secours aus dem Jahre 1537, im Deutsch-Französischen Krieg und in den Weltkriegen mehrfach zerstört und neu gebaut, 2003–2004 restauriert
- Weberei
- Denkmal für die Toten des Ersten Weltkriegs

## Verkehr
Boult-sur-Suippe liegt relativ abseits größerer Verkehrsachsen. Die Departementsstraße D 20 wird entlang der Suippe geführt und verbindet das Zentrum mit Saint-Étienne-sur-Suippe im Westen und mit Bazancourt im Osten. Die D 74 wird nördlich nach Roizy, südlich nach Reims geführt.